# Miguel Trauco
Miguel Ángel Trauco Saavedra, né le 25 août 1992 à Tarapoto au Pérou, est un footballeur international péruvien jouant au poste d'arrière gauche.

## Biographie

### En club

#### Débuts professionnels
Trauco commence sa carrière professionnelle à l'Unión Comercio, club avec lequel il remporte son premier titre – la Copa Perú en 2010 – qui lui offre l'accessit en première division. Il y reste six saisons et est transféré dans un des clubs majeurs de la capitale, l'Universitario de Deportes. Après une excellente année 2016, où Trauco remporte le championnat d'ouverture et est désigné meilleur joueur du championnat, il signe le 14 décembre 2016 pour le CR Flamengo où il rejoint son compatriote Paolo Guerrero.

#### AS Saint-Étienne
Le 6 août 2019, il s'engage avec l'AS Saint-Étienne pour trois saisons, le transfert est estimé à 1 M€. Il joue son premier match sous ses nouvelles couleurs le 10 août suivant, dès la première journée de la saison 2019-2020 de Ligue 1 face au Dijon FCO. Il est titularisé à son poste de prédilection et participe à la victoire des Verts qui s'imposent sur le score de deux buts à un. Le 10 novembre 2019 il inscrit son premier but pour l'ASSE face au FC Nantes, en championnat. Il inscrit ce but de la tête sur un centre de Franck Honorat et se fait remarquer une deuxième fois dans ce match en délivrant une passe décisive à Denis Bouanga, participant ainsi à la victoire de son équipe (2-3).

#### Earthquakes de San José
Libre à la suite de l'expiration de son contrat à l'été 2022, il s'engage le 3 septembre 2022 en faveur des Earthquakes de San José, franchise de Major League Soccer, pour deux années et demie dont une en option.

### En équipe nationale
International péruvien à 74 reprises, il est convoqué pour la première fois par le sélectionneur Pablo Bengoechea à l'occasion d'un match amical face au Panama, le 7 août 2014 (victoire 3-0). Par la suite, il devient titulaire indiscutable en sélection et participe à la Copa América en 2016 (4 matchs disputés), 2019 (6 matchs) et 2021 (4 matchs) ainsi qu'à la Coupe du monde en 2018 (3 matchs en phase finale et 13 en éliminatoires).

### Engagement politique
Il appelle à voter pour la candidate d’extrême droite Keiko Fujimori lors de l'élection présidentielle péruvienne de 2021.

## Statistiques
| Saison                | Club                      | Championnat           | Championnat | Championnat | Coupe(s) nationale(s) | Coupe(s) nationale(s) | Compétition(s) continentale(s) | Compétition(s) continentale(s) | Compétition(s) continentale(s) | Ligue régionale | Ligue régionale | Séries | Séries | Total | Total |
| Saison                | Club                      | Division              | M.          | B.          | M.                    | B.                    | Comp.                          | M.                             | B.                             | M.              | B.              | M.     | B.     | M.    | B.    |
| 2010                  | Unión Comercio            | Primera División      | -           | -           | 6                     | 0                     | -                              | -                              | -                              | -               | -               | -      | -      | 6     | 0     |
| 2011                  | Unión Comercio            | Primera División      | 23          | 2           | 1                     | 0                     | -                              | -                              | -                              | -               | -               | -      | -      | 24    | 2     |
| 2012                  | Unión Comercioo           | Primera División      | 43          | 0           | -                     | -                     | CS                             | 2                              | 0                              | -               | -               | -      | -      | 45    | 0     |
| 2013                  | Unión Comercio            | Primera División      | 39          | 0           | 1                     | 0                     | -                              | -                              | -                              | -               | -               | -      | -      | 40    | 0     |
| 2014                  | Unión Comercio            | Primera División      | 27          | 0           | 12                    | 0                     | -                              | -                              | -                              | -               | -               | -      | -      | 39    | 0     |
| 2015                  | Unión Comercio            | Primera División      | 30          | 1           | 8                     | 1                     | CS                             | 2                              | 0                              | -               | -               | -      | -      | 40    | 2     |
| Sous-total            | Sous-total                | Sous-total            | 162         | 3           | 28                    | 1                     | -                              | 4                              | 0                              | -               | -               | -      | -      | 194   | 4     |
| 2016                  | Universitario de Deportes | Primera División      | 39          | 1           | -                     | -                     | CS                             | 2                              | 0                              | -               | -               | -      | -      | 41    | 1     |
| 2017                  | CR Flamengo               | Serie A               | 23          | 1           | 4                     | 0                     | CL+CS                          | 6+7                            | 2+0                            | 13              | 1               | -      | -      | 53    | 4     |
| 2018                  | CR Flamengo               | Serie A               | 6           | 0           | 1                     | 0                     | -                              | -                              | -                              | 3               | 0               | -      | -      | 10    | 0     |
| 2019                  | CR Flamengo               | Serie A               | 5           | 0           | -                     | -                     | CL                             | 2                              | 0                              | 5               | 0               | -      | -      | 12    | 0     |
| Sous-total            | Sous-total                | Sous-total            | 34          | 1           | 5                     | 0                     | -                              | 15                             | 2                              | 21              | 1               | -      | -      | 75    | 4     |
| 2019-2020             | AS Saint-Etienne          | Ligue 1               | 19          | 1           | 4                     | 0                     | C3                             | 1                              | 0                              | -               | -               | -      | -      | 24    | 1     |
| 2020-2021             | AS Saint-Etienne          | Ligue 1               | 26          | 0           | 1                     | 0                     | -                              | -                              | -                              | -               | -               | -      | -      | 27    | 0     |
| 2021-2022             | AS Saint-Etienne          | Ligue 1               | 17          | 1           | 2                     | 0                     | -                              | -                              | -                              | -               | -               | 2      | 0      | 21    | 1     |
| Sous-total            | Sous-total                | Sous-total            | 62          | 2           | 7                     | 0                     | -                              | 1                              | 0                              | -               | -               | 2      | 0      | 72    | 2     |
| 2022                  | Earthquakes de San José   | MLS                   | 3           | 0           | -                     | -                     | -                              | -                              | -                              | -               | -               | -      | -      | 3     | 0     |
| 2023                  | Earthquakes de San José   | MLS                   | 27          | 3           | 1                     | 0                     | LC                             | 2                              | 0                              | -               | -               | 1      | 0      | 31    | 3     |
| Sous-total            | Sous-total                | Sous-total            | 30          | 3           | 1                     | 0                     | -                              | 2                              | 0                              | -               | -               | 1      | 0      | 34    | 3     |
| 2024                  | Criciúma EC               | Serie A               | 24          | 2           | 4                     | 0                     | -                              | -                              | -                              | 8               | 0               | -      | -      | 36    | 2     |
| 2025                  | Club Alianza Lima         | Liga 1                | 15          | 0           | -                     | -                     | CL+CS                          | 10+2                           | 0                              | -               | -               | -      | -      | 27    | 0     |
| Total sur la carrière | Total sur la carrière     | Total sur la carrière | 366         | 12          | 45                    | 1                     | -                              | 36                             | 2                              | 29              | 1               | 3      | 0      | 479   | 16    |

### En sélection nationale
| Saison                | Sélection             | Phases finales          | Phases finales | Phases finales | Phases finales | Éliminatoires CDM | Éliminatoires CDM | Éliminatoires CDM | Matchs amicaux | Matchs amicaux | Matchs amicaux | Total | Total | Total |
| Saison                | Sélection             | Compétition             | M              | B              | Pd             | M                 | B                 | Pd                | M              | B              | Pd             | M     | B     | Pd    |
| --------------------- | --------------------- | ----------------------- | -------------- | -------------- | -------------- | ----------------- | ----------------- | ----------------- | -------------- | -------------- | -------------- | ----- | ----- | ----- |
| 2013-2014             | Pérou                 | -                       | -              | -              | -              | -                 | -                 | -                 | 0              | 0              | 0              | 0     | 0     | 0     |
| 2014-2015             | Pérou                 | -                       | -              | -              | -              | -                 | -                 | -                 | 2              | 0              | 0              | 2     | 0     | 0     |
| 2015-2016             | Pérou                 | Copa América Centenario | 4              | 0              | 0              | -                 | -                 | -                 | 1              | 0              | 0              | 5     | 0     | 0     |
| 2016-2017             | Pérou                 | -                       | -              | -              | -              | 7                 | 0                 | 1                 | 2              | 0              | 0              | 9     | 0     | 1     |
| 2017-2018             | Pérou                 | Coupe du monde 2018     | 3              | 0              | 0              | 6                 | 0                 | 0                 | 5              | 0              | 2              | 14    | 0     | 2     |
| 2018-2019             | Pérou                 | Copa América 2019       | 6              | 0              | 0              | -                 | -                 | -                 | 9              | 0              | 0              | 15    | 0     | 0     |
| 2019-2020             | Pérou                 | -                       | -              | -              | -              | -                 | -                 | -                 | 5              | 0              | 0              | 5     | 0     | 0     |
| 2020-2021             | Pérou                 | Copa América 2021 4e    | 4              | 0              | 0              | 5                 | 0                 | 1                 | -              | -              | -              | 9     | 0     | 1     |
| 2021-2022             | Pérou                 |                         | -              | -              | -              | 8                 | 0                 | 1                 | 1              | 0              | 0              | 9     | 0     | 1     |
| 2022-2023             | Pérou                 |                         | -              | -              | -              | -                 | -                 | -                 | 2              | 0              | 0              | 2     | 0     | 0     |
| 2023-2024             | Pérou                 | -                       | -              | -              | -              | 4                 | 0                 | 0                 | 1              | 0              | 0              | 5     | 0     | 0     |
| 2024-2025             | Pérou                 | -                       | -              | -              | -              | 1                 | 0                 | 0                 | -              | -              | -              | 1     | 0     | 0     |
| Total sur la carrière | Total sur la carrière | Total sur la carrière   | 17             | 0              | 0              | 31                | 0                 | 3                 | 28             | 0              | 2              | 76    | 0     | 5     |

## Palmarès

### En club
| Unión Comercio (1)                             | Universitario de Deportes (1)                                                                        | CR Flamengo (3) | Criciúma EC (1)                                           |
| ---------------------------------------------- | --- | --- | --------------------------------------------------------- |
| - Troisième division (1) : - Vainqueur : 2010. | - Tournoi d'ouverture (1) : - Vainqueur : 2016-A. - Championnat du Pérou : - Meilleur joueur : 2016. | - Championnat du Brésil (1) - Champion : 2019. - Championnat de Rio de Janeiro (2) : - Vainqueur : 2017 et 2019. - Copa Sudamericana : - Finaliste : 2017. - Coupe du Brésil : - Finaliste : 2017. | - Championnat de Santa Catarina (1) : - Vainqueur : 2024. |

### En équipe nationale
Pérou
- Copa América :
  - Finaliste : 2019.
  - Membre de l'équipe type : 2019[11].